# ハンファソーラーパワー杵築
ハンファソーラーパワー杵築（ハンファソーラーパワーきつき）は、大分県杵築市山香町にある大規模太陽光発電所（メガソーラー）。ハンファグループのハンファQセルズジャパン株式会社等が出資するハンファソーラーパワー杵築合同会社が運営する。

## 概要
ハンファソーラーパワー杵築は、大分県杵築市の国東半島南側の山地にあったゴルフ場建設予定地に建設された。山地を造成せずに、山の起伏に沿って太陽光パネルを設置したことが特徴で、これは事業費の抑制と工期の短縮にも寄与している。
2013年10月15日に着工し、2015年1月15日に運転開始。出力は24.47MW。年間予想発電量は2,500万kWhで、一般家庭約7,190世帯分にあたる。発電した電力は20年間にわたり九州電力に売電される予定。
太陽電池モジュールには、Qセルズ製のパネルを97,888枚使用している。